# Rádio Trianon
Rádio Trianon (anteriormente conhecida como Rádio Clube Santo André) é uma emissora de rádio brasileira da cidade de São Paulo, que opera nos 740 kHz em AM para ouvintes da Região Metropolitana de São Paulo. Sua concessão está no município vizinho de Santo André. A emissora pertence ao Grupo Mix de Comunicação pertencente ao Grupo Objetivo.

## História

### Rádio Clube de Santo André
O canal 740 kHz é originário da antiga Rádio Clube de Santo André, que leva o nome da sua cidade de concessão, Santo André, da Região Metropolitana de São Paulo. Primeira emissora radiofônica da região do Grande ABC, foi inaugurada em 1953 pelo político Gabriel Migliori, que havia obtido uma concessão diretamente com o então presidente Getúlio Vargas.Ao longo de 50 anos de existência, a Rádio Clube serviu de escola para locutores do primeiro escalão do rádio e da TV e chegou a rivalizar com grandes emissoras de São Paulo com programas de auditório que marcaram época, similares aos da Rádio Cultura AM.

### Rádio Trianon
A emissora transfere-se de Santo André para São Paulo, tendo seus estúdios sediados na Avenida Paulista. Em 5 de outubro de 1992, é fundada a Trianon pelos jornalistas Fernando Luiz Vieira de Mello e Antônio Del Fiol e o empresário João Carlos Di Genio. Com seus transmissores instalados no Horto Florestal, sua potência é ampliada de 5 mil para 25 mil watts.
A Trianon se insere no segmento das emissoras jornalísticas e de prestação de serviços.Atualmente, comercializa seus espaços para programas independentes, retransmitindo nas madrugadas a programação da Rádio Trans Mundial.
Seu sinal também é veiculado pela Rádio Universal de Santos, em AM 810 kHz.

## Equipe esportiva
Tradicionalmente o primeiro programa esportivo do AM de São Paulo, o diário É Hora de Esporte, comandado por Lucas Neto está há mais de 10 anos no ar. É o carro chefe da programação esportiva da Rádio Trianon.
Em 2015, o comentarista Antônio Quintal estreou seu noturno Paixão Lusa, dedicado única e exclusivamente à Associação Portuguesa de Desportos. Junto com ele, comandam o programa Cláudia Alves e Don Roberto Costa, que entraram posteriormente.
Desde abril de 2016, a Rádio Trianon passou a contar com uma equipe esportiva comandada por Danilo Almeida. As transmissões dominicais contam com um programa pré-jogo chamado Aquecimento Trianon.
Durante o Campeonato Brasileiro de 2016, a equipe esportiva da Rádio Trianon fez uma parceria com a web rádio Premium Esportes para a transmissão de três partidas que definiram o título de campeão brasileiro daquele ano ao Palmeiras. O acordo teve início na partida contra o Internacional e foi estendido para os jogos contra o Botafogo (RJ) e Chapecoense . A narração ficou a cargo de Danilo Almeida, enquanto que profissionais da Premium Esportes se revezaram nas funções de comentarista e repórter.
Em dezembro de 2016, a ACEESP elegeu Don Roberto Costa como melhor apresentador esportivo de rádio do Estado de São Paulo. Foi a primeira vez que a Rádio Trianon conquistou o prêmio da Associação dos Cronistas Esportivos do Estado de SP. O também apresentador Lucas Neto, ex-Presidente da entidade, foi um dos homenageados da noite. Don Roberto Costa deixou a apresentação do Aquecimento Trianon e o plantão das jornadas esportivas da equipe comandada por Danilo Almeida em meados de 2017. Costa seguiu na emissora apresentando o Paixão Lusa até 2019, quando deixou a emissora para ser gerente de comunicação da Portuguesa. Nisso, Antônio Quintal assumiu sozinho o comando da atração.
Durante a Copa do Mundo de 2018, disputada na Rússia, a equipe esportiva produziu e veiculou programas especiais aos sábados e domingos, com debates e entrevistas abordando  todos os aspectos da competição dentro e fora das quatro linhas. A proposta na ocasião era levar um debate com qualidade ao público que está cansado do formato de algumas mesas redondas na televisão.
Em setembro de 2018, a web rádio Premium Esportes anunciou o rompimento da parceria com o atual gestor da equipe esportiva da Rádio Trianon devido a divergências internas.
Em 27 de abril de 2020, foi anunciado que o programa Paixão Lusa deixaria a Trianon em 01 de maio. Motivo: as acusações de que o apresentador do programa, Antônio Quintal, estaria recebendo dinheiro de Antônio Soares Castanheira, presidente da Portuguesa. Porém, no dia 1, em uma reviravolta no caso, Quintal informou que a atração permaneceria no ar. Menos de um ano depois, a atração se despediu da grade de programação da emissora. A questão financeira pesou para Quintal tomar essa nova decisão.